# International School of the Stockholm Region
International School of the Stockholm region (ISSR) är en internationell gymnasie- och grundskola i kommunal regi med engelska som undervisningsspråk. ISSR är en auktoriserad IB World School.
ISSR grundades 1999 av Stockholms kommun, då med namnet IB-skolan syd. 2012 bytte skolan namn till International School of the Stockholm Region. Skolan ligger på Bohusgatan på Södermalm i Stockholm  och har cirka 700 elever i olika åldrar. Majoriteten av eleverna har en internationell bakgrund och många läser vidare utomlands. 
Skolans lokaler är inhysta i före detta Södermalms högre allmänna läroverk för flickor Skolan ritades av arkitekterna Nils Ahrbom och Helge Zimdahl.  ..